# Lythrum baeticum
Lythrum baeticum là một loài thực vật có hoa trong họ Lythraceae. Loài này được Gonz.Albo mô tả khoa học đầu tiên năm 1936.